# Улица Максима Горького (Ижевск)
Улица Макси́ма Го́рького — улица в Октябрьском и Первомайском районах Ижевска, ранее Коммунальная, Базарная.

## История
До 1918 года улица носила название «Базарная». 13 декабря 1918 года была переименована в «Коммунальную». 28 июня 1936 года решением горсовета Ижевска улица была переименована в честь М. Горького.

## Описание улицы
Улица имеет проезжую часть от улицы Новоажимова до улицы Кирова, которая заканчивается зданием Монтажного техникума. Параллельна восточному берегу Ижевского пруда. На участке от улицы Кирова до переулка Северный улица не имеет домов, кроме двух зданий на чётной стороне от улицы Кирова до улицы Шумайлова. Нечётная сторона продолжается только частными домами от переулка Северного и заканчивается гаражным кооперативом «Октябрь». Дома расположены на склоне речки Подборенки.
Пересекает Интернациональный переулок, улицы Пастухова, Ленина, Советскую, Бородина, Лихвинцева, пешеходную эспланаду Центральной площади и Широкий переулок. С нечётной стороны к улице Максима Горького примыкает Хуторский переулок, с чётной стороны — улицы Карла Либкнехта и Красногеройская.

## Транспорт
По улице проходят маршруты автобусов (№ 1, 2, 6, 7, 8, 9, 11, 15, 24, 26, 27, 34, 36, 41) и троллейбусов (№ 6, 9)

## Примечательные здания и сооружения
- дом № 43 — Гостиница «Ижсталь»;
- дом № 66 — Александро-Невский собор;
- дом № 69 — Дом купца Е. Г. Новикова;
- дом № 71 — Государственный русский драматический театр Удмуртии;
- дом № 73 — Государственный национальный театр Удмуртской Республики, Министерство образования и науки Удмуртской Республики;
- дом № 79 — Бизнес-центр «Сайгас», ранее Ижевский механический институт, а до него ремесленное училище № 3 и областное управление трудовых резервов;
- дом № 90 — Ижевский мотозавод «Аксион-Холдинг»;
- дом № 92 — Дворец культуры «Аксион»;
- дом № 164 — Торговый центр «Подарки»;
- Летний сад имени М. Горького;